# Screen Actors Guild Awards 2017
La 23ª cerimonia dei Screen Actors Guild Awards ha avuto luogo il 29 gennaio 2017.
Le candidature sono state annunciate il 14 dicembre 2016, mentre i vincitori il 29 gennaio 2017.

## Cinema

### Migliore attore protagonista
- Denzel Washington - Barriere (Fences)
- Casey Affleck - Manchester by the Sea
- Andrew Garfield - La battaglia di Hacksaw Ridge (Hacksaw Ridge)
- Ryan Gosling - La La Land
- Viggo Mortensen - Captain Fantastic

### Migliore attrice protagonista
- Emma Stone - La La Land
- Amy Adams - Arrival
- Emily Blunt - La ragazza del treno (The Girl on the Train)
- Natalie Portman - Jackie
- Meryl Streep - Florence (Florence Foster Jenkins)

### Migliore attore non protagonista
- Mahershala Ali - Moonlight
- Jeff Bridges - Hell or High Water
- Hugh Grant - Florence (Florence Foster Jenkins)
- Lucas Hedges - Manchester by the Sea
- Dev Patel - Lion - La strada verso casa (Lion)

### Migliore attrice non protagonista
- Viola Davis - Barriere (Fences)
- Naomie Harris - Moonlight
- Nicole Kidman - Lion - La strada verso casa (Lion)
- Octavia Spencer - Il diritto di contare (Hidden Figures)
- Michelle Williams - Manchester by the Sea

### Miglior cast
- Il diritto di contare (Hidden Figures)

Mahershala Ali, Kevin Costner, Kirsten Dunst, Taraji P. Henson, Aldis Hodge, Janelle Monáe, Jim Parsons, Glen Powell, Octavia Spencer
- Barriere (Fences)

Jovan Adepo, Viola Davis, Stephen McKinley Henderson, Russell Hornsby, Saniyya Sidney, Denzel Washington, Mykelti Williamson
- Captain Fantastic

Annalise Basso, Shree Crooks, Ann Dowd, Kathryn Hahn, Nicholas Hamilton, Samantha Isler, Frank Langella, George MacKay, Erin Moriarty, Viggo Mortensen, Missi Pyle, Charlie Shotwell, Steve Zahn
- Manchester by the Sea

Casey Affleck, Kyle Chandler, Lucas Hedges, Gretchen Mol, Matthew Broderick, Michelle Williams
- Moonlight

Mahershala Ali, Naomie Harris, André Holland, Jharrel Jerome, Janelle Monáe, Trevante Rhodes, Ashton Sanders

### Migliori controfigure cinematografiche
- La battaglia di Hacksaw Ridge (Hacksaw Ridge)
- Captain America: Civil War
- Doctor Strange
- Jason Bourne
- Animali notturni (Nocturnal Animals)

## Televisione

### Miglior attore in un film televisivo o mini-serie
- Bryan Cranston - All the Way
- Riz Ahmed - The Night Of - Cos'è successo quella notte? (The Night Of)
- Sterling K. Brown - The People v. O. J. Simpson
- John Turturro - The Night Of - Cos'è successo quella notte? (The Night Of)
- Courtney B. Vance - The People v. O. J. Simpson

### Miglior attrice in un film televisivo o mini-serie
- Sarah Paulson - The People v. O. J. Simpson
- Bryce Dallas Howard - Black Mirror
- Felicity Huffman - American Crime
- Audra McDonald - Lady Day at Emerson's Bar and Grill
- Kerry Washington - Confirmation - Una donna per la verità (Confirmation)

### Miglior attore in una serie commedia
- William H. Macy - Shameless
- Anthony Anderson - Black-ish
- Tituss Burgess - Unbreakable Kimmy Schmidt
- Ty Burrell - Modern Family
- Jeffrey Tambor - Transparent

### Migliore attrice in una serie commedia
- Julia Louis-Dreyfus - Veep - Vicepresidente incompetente (Veep)
- Uzo Aduba - Orange Is the New Black
- Jane Fonda - Grace and Frankie
- Ellie Kemper - Unbreakable Kimmy Schmidt
- Lily Tomlin - Grace and Frankie

### Miglior attore in una serie drammatica
- John Lithgow - The Crown
- Sterling K. Brown - This Is Us
- Peter Dinklage - Il Trono di Spade (Game of Thrones)
- Rami Malek - Mr. Robot
- Kevin Spacey - House of Cards - Gli intrighi del potere (House of Cards)

### Migliore attrice in una serie drammatica
- Claire Foy - The Crown
- Millie Bobby Brown - Stranger Things
- Thandie Newton - Westworld - Dove tutto è concesso (Westworld)
- Winona Ryder - Stranger Things
- Robin Wright - House of Cards - Gli intrighi del potere (House of Cards)

### Miglior cast in una serie drammatica
- Stranger Things

Millie Bobby Brown, Cara Buono, Joe Chrest, Natalia Dyer, David Harbour, Charlie Heaton, Joe Keery, Gaten Matarazzo, Caleb McLaughlin, Matthew Modine, Rob Morgan, John Paul Reynolds, Winona Ryder, Noah Schnapp, Mark Steger, Finn Wolfhard
- The Crown

Claire Foy, Clive Francis, Harry Hadden-Paton, Victoria Hamilton, Daniel Ings, Billy Jenkins, Vanessa Kirby, John Lithgow, Lizzy McInnerny, Ben Miles, Jeremy Northam, Nicholas Rowe, Matt Smith, Pip Torrens, Harriet Walter
- Downton Abbey

Samantha Bond, Hugh Bonneville, Patrick Brennan, Laura Carmichael, Jim Carter, Raquel Cassidy, Paul Copley, Brendan Coyle, Michelle Dockery, Kevin Doyle, Michael C. Fox, Joanne Froggatt, Matthew Goode, Harry Hadden-Paton, Rob James-Collier, Sue Johnston, Allen Leech, Phyllis Logan, Elizabeth McGovern, Sophie McShera, Lesley Nicol, Douglas Reith, David Robb, Maggie Smith, Jeremy Swift, Howard Ward, Penelope Wilton
- Il Trono di Spade (Game of Thrones)

Alfie Allen, Jacob Anderson, Dean-Charles Chapman, Emilia Clarke, Nikolaj Coster-Waldau, Liam Cunningham, Peter Dinklage, Nathalie Emmanuel, Kit Harington, Lena Headey, Conleth Hill, Kristofer Hivju, Michiel Huisman, Faye Marsay, Jonathan Pryce, Sophie Turner, Carice van Houten, Gemma Whelan, Maisie Williams
- Westworld - Dove tutto è concesso (Westworld)

Ben Barnes, Ingrid Bolsø Berdal, Ed Harris, Luke Hemsworth, Anthony Hopkins, Sidse Babett Knudsen, James Marsden, Leonardo Nam, Thandie Newton, Talulah Riley, Rodrigo Santoro, Angela Sarafyan, Jimmi Simpson, Ptolemi Slocum, Evan Rachel Wood, Shannon Woodward, Jeffrey Wright

### Miglior cast in una serie commedia
- Orange Is the New Black

Uzo Aduba, Alan Aisenberg, Danielle Brooks, Blair Brown, Jackie Cruz, Lea DeLaria, Beth Dover, Kimiko Glenn, Annie Golden, Laura Gómez, Diane Guerrero, Michael John Harney, Brad William Henke, Vicky Jeudy, Julie Lake, Selenis Leyva, Natasha Lyonne, Taryn Manning, James McMenamin, Adrienne C. Moore, Kate Mulgrew, Emma Myles, Matt Peters, Lori Petty, Jessica Pimentel, Dascha Polanco, Laura Prepon, Jolene Purdy, Elizabeth Rodriguez, Nick Sandow, Abigail Savage, Taylor Schilling, Constance Shulman, Dale Soules, Yael Stone, Lin Tucci, Samira Wiley
- The Big Bang Theory

Mayim Bialik, Kaley Cuoco, Johnny Galecki, Simon Helberg, Kunal Nayyar, Jim Parsons, Melissa Rauch
- Black-ish

Anthony Anderson, Miles Brown, Deon Cole, Laurence Fishburne, Jenifer Lewis, Peter Mackenzie, Marsai Martin, Jeff Meacham, Tracee Ellis Ross, Marcus Scribner, Yara Shahidi
- Modern Family

Aubrey Anderson-Emmons, Julie Bowen, Ty Burrell, Jesse Tyler Ferguson, Nolan Gould, Sarah Hyland, Jeremy Maguire, Ed O'Neill, Rico Rodriguez, Eric Stonestreet, Sofía Vergara, Ariel Winter
- Veep - Vicepresidente incompetente (Veep)

Dan Bakkedahl, Sufe Bradshaw, Anna Chlumsky, Gary Cole, Kevin Dunn, Clea DuVall, Nelson Franklin, Tony Hale, Hugh Laurie, Julia Louis-Dreyfus, Sam Richardson, Reid Scott, Timothy Simons, John Slattery, Sarah Sutherland, Matt Walsh, Wayne Wilderson

### Migliori controfigure televisive
- Il Trono di Spade (Game of Thrones)
- Daredevil
- Luke Cage
- The Walking Dead
- Westworld - Dove tutto è concesso (Westworld)

## Premi speciali

### Screen Actors Guild alla carriera
- Lily Tomlin[3]